# Tyske Ludder
Tyske Ludder ist eine deutsche Elektro-Band.

## Bandinfo
Tyske Ludder (tyske norw. für deutsche, ludder norw. für Hure, vgl. Tyskertøs) wurden zu Beginn der 1990er Jahre gegründet. Aus der Wave- und New-Romantic-Szene kommend, konzentrierten sie sich auf EBM. Lyrisch befassten sie sich unter anderem mit der Vorherrschaft der Technologie, dem damals herrschenden Jugoslawien-Krieg und der militärischen Durchsetzung US-amerikanischer Interessen. Bis Ende der 1990er Jahre brachten sie zwei Alben und eine EP heraus, während sie nur selten vor Publikum auftraten.
Nach einer längeren Schaffenspause und einem Wechsel zum Chemnitzer Label Black Rain veröffentlichten Tyske Ludder im Jahre 2006 ihr viertes Album „Sojus“ und im Frühjahr 2008 ihre „SCIENTific technOLOGY E.P.“.

## Galerie

Tyske Ludder, Besetzung live auf dem Nocturnal Culture Night 2018 in Deutzen
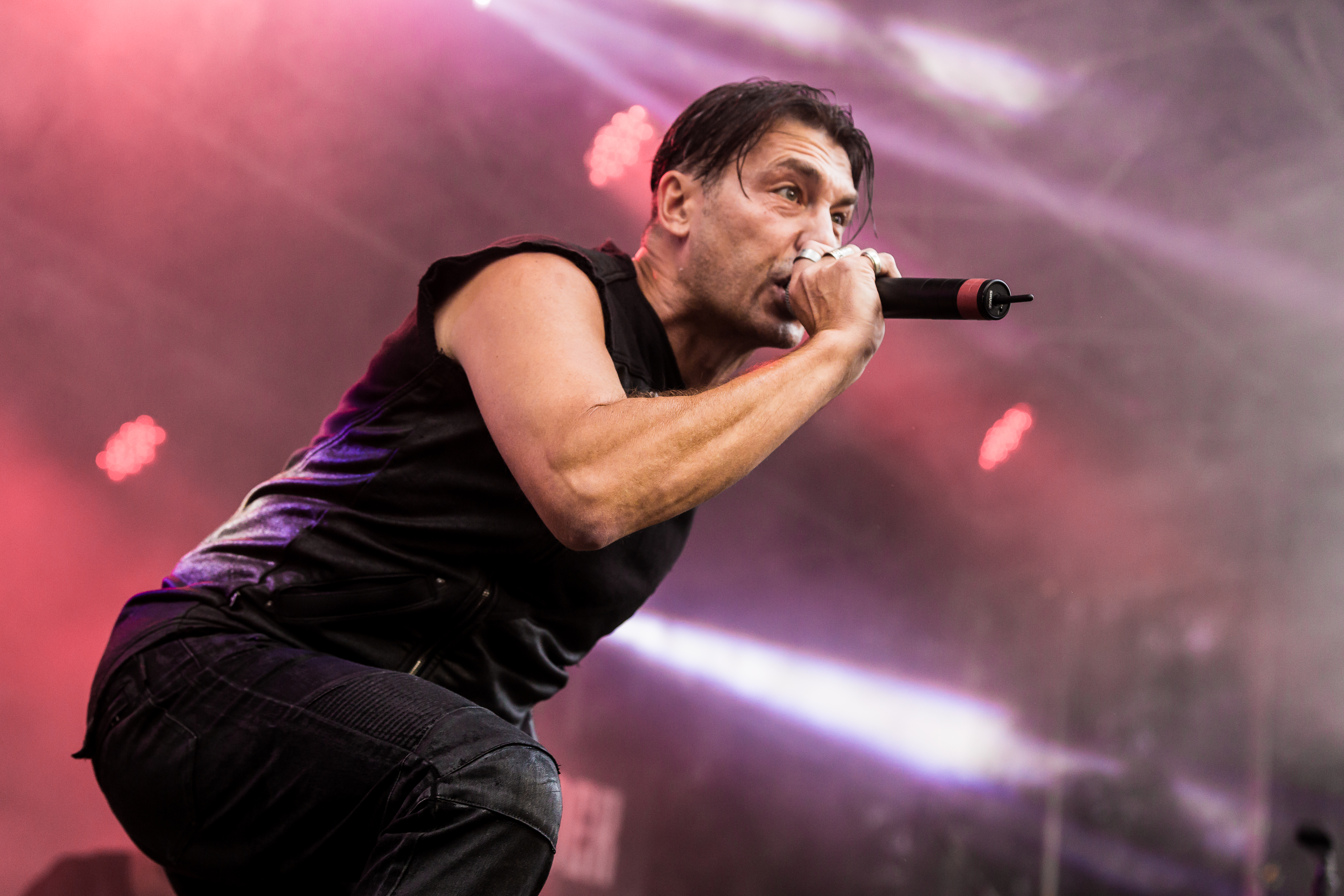
Sänger Claus Albers
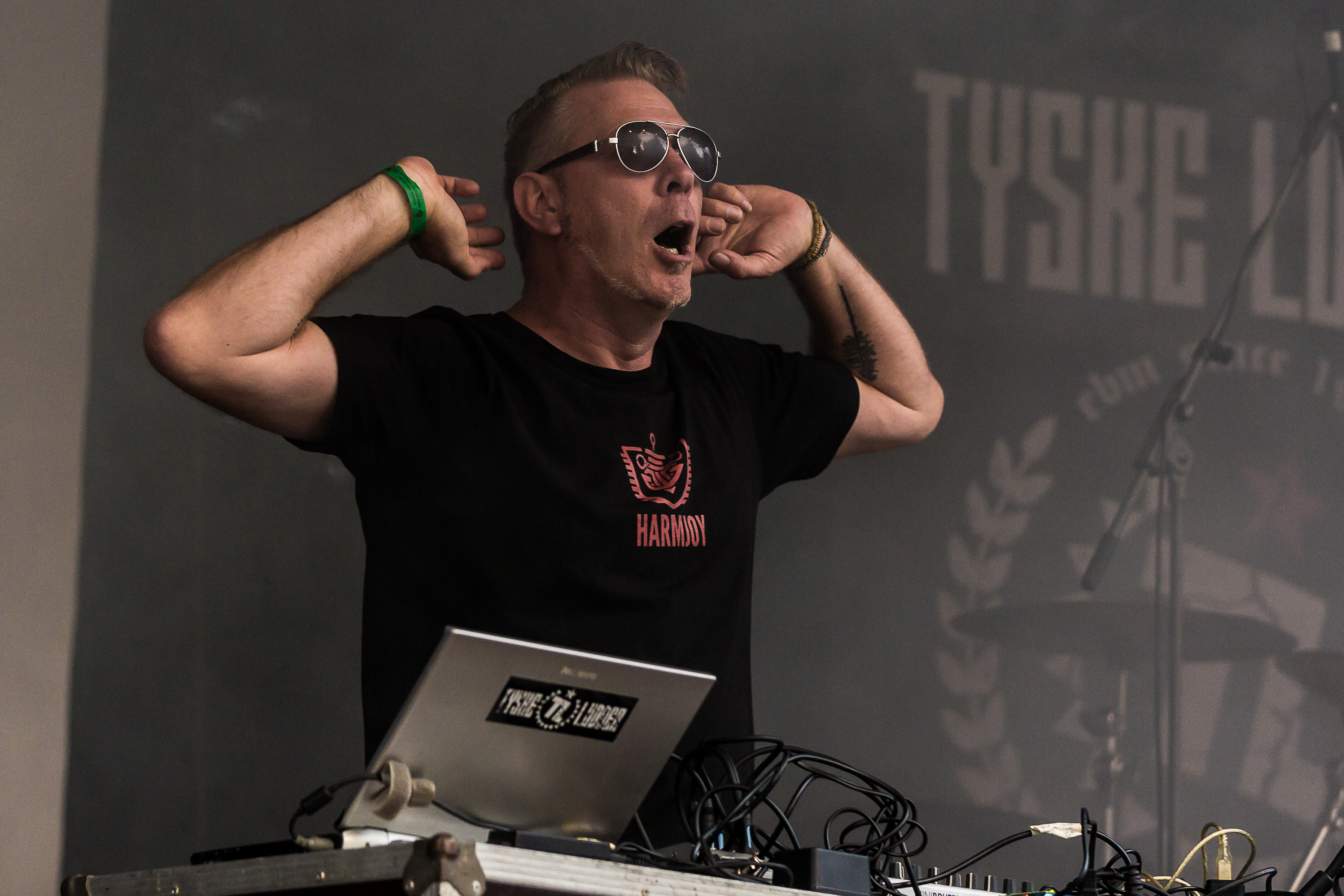
Keyboarder Olaf A. Reimers
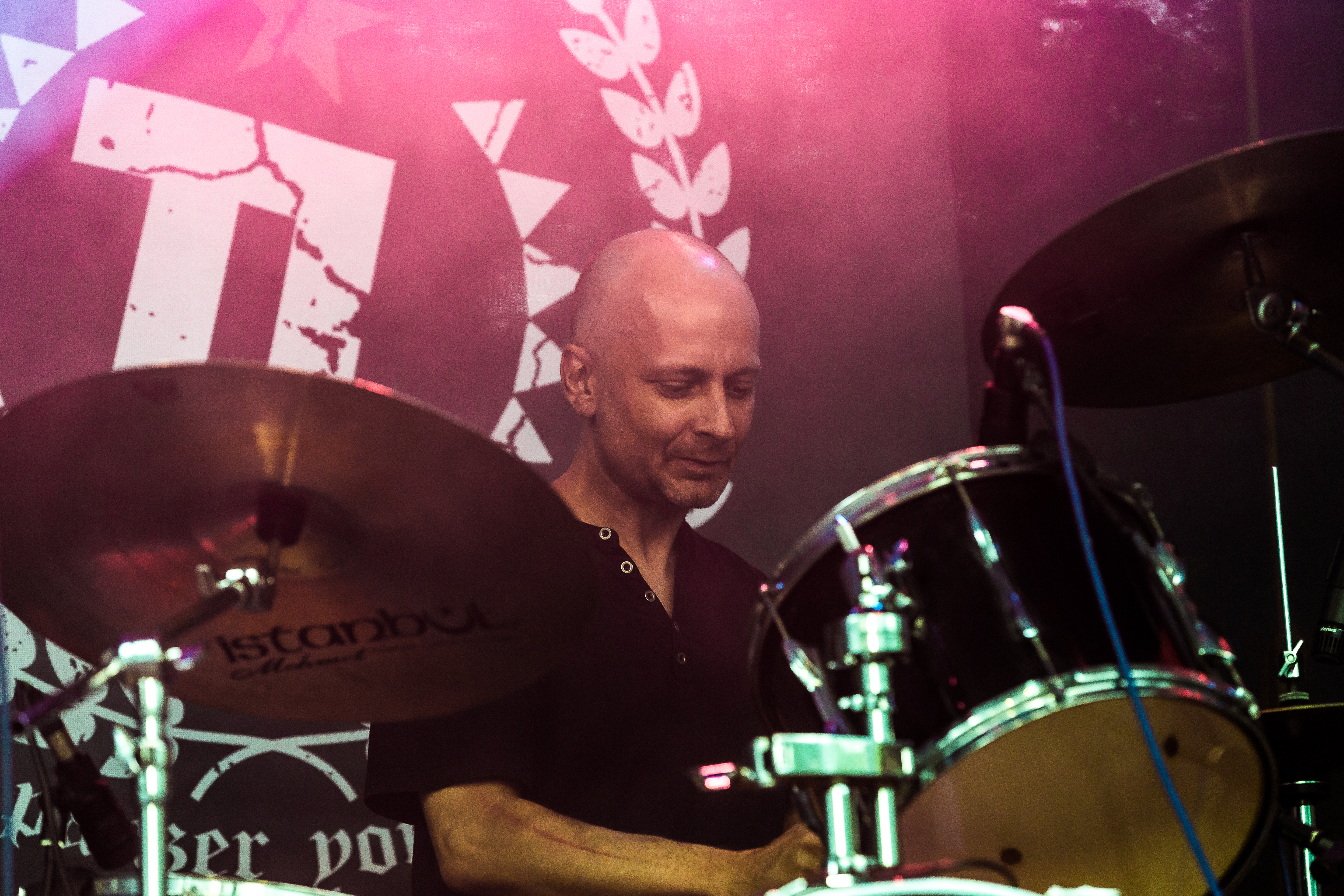
Schlagzeuger Andreas Schmitz
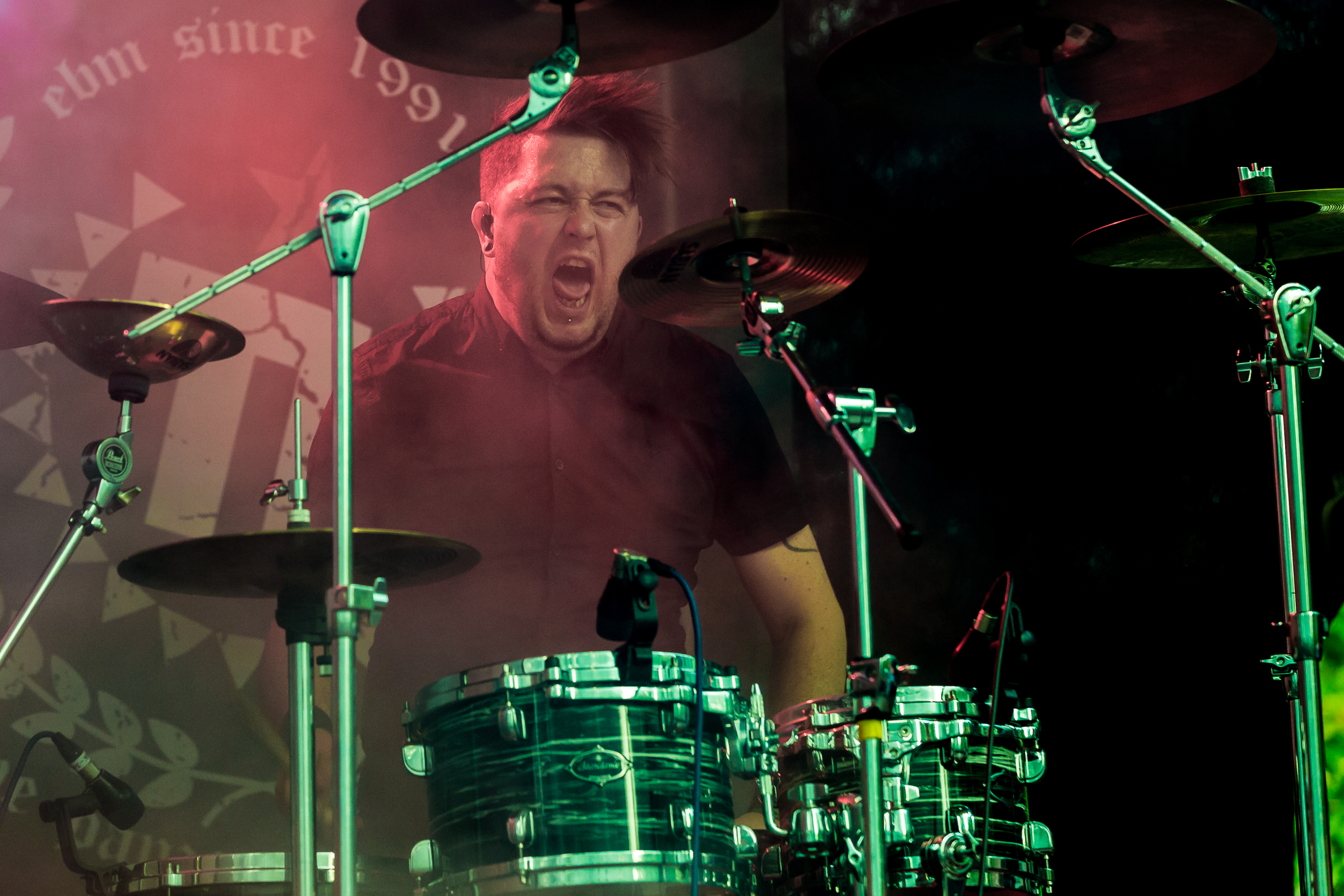
Schlagzeuger Jay Taylor

## Diskografie

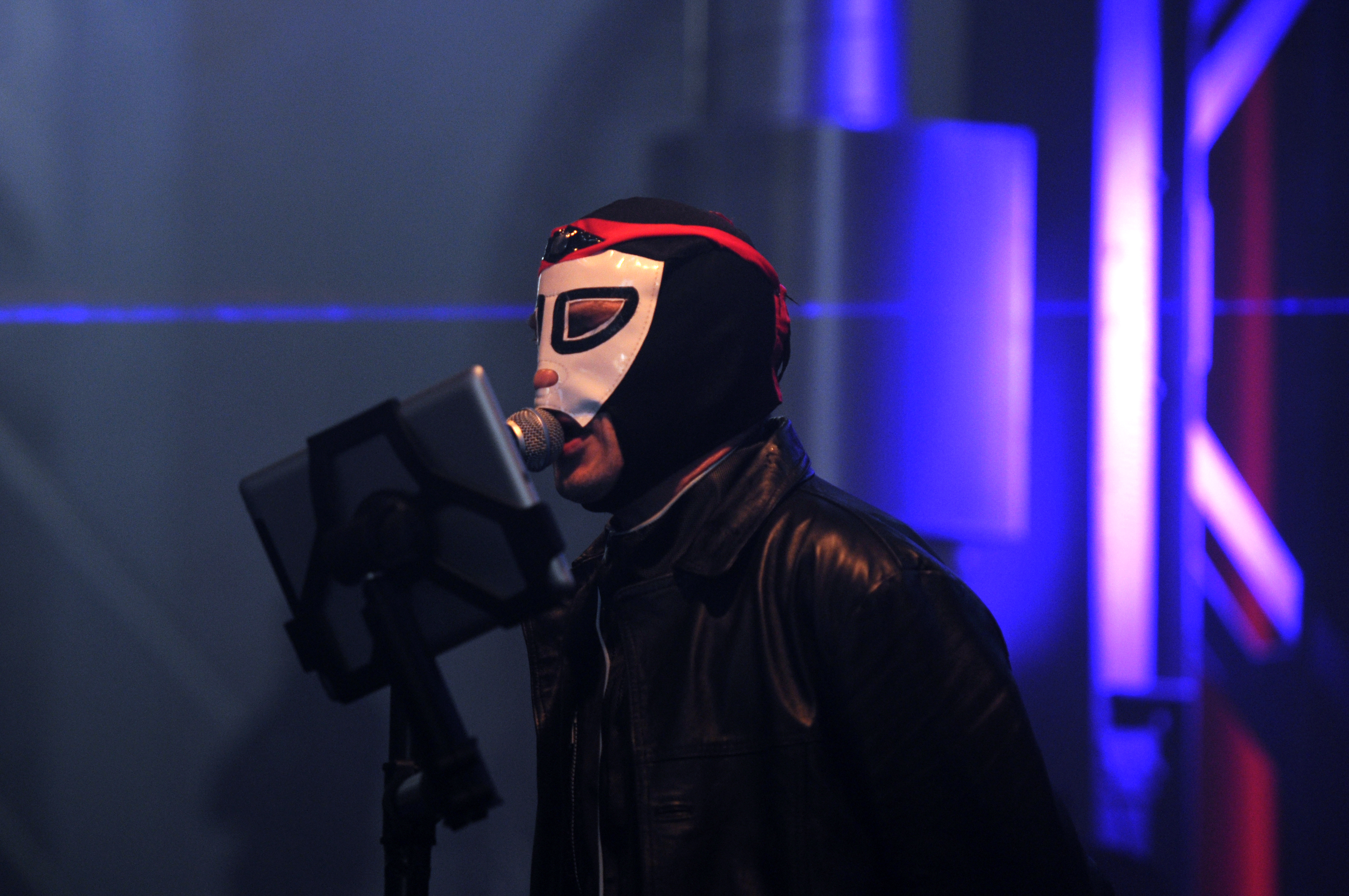
Claus Albers beim e-tropolis 2014

### Alben
- 1994: Bombt die Mörder? – KM-MUSIK
- 1995: Dalmarnock – KM-MUSIK
- 2006: Союз (Sojus) – Black Rain
- 2006: Bombt die Mörder? – Re-Release mit diversen Remixen bei Black Rain
- 2006: Dalmarnock – Re-Release mit diversen Remixen bei Black Rain
- 2009: Anonymous – bei Black Rain
- 2011: Diaspora – bei Black Rain
- 2015: Evolution – bei Golden Core / ZYX
- 2025: Weltenbühne - bei emmo.biz

### EPs
- 1996: Creutzfeld E.P. – bei KM-MUSIK
- 2006: Creutzfeld E.P. – Re-Release mit diversen Remixen bei Black Rain
- 2008: SCIENTific technOLOGY – bei Black Rain
- 2013: Bambule – bei Black Rain
- 2021: Ungewiss – bei 73 Seconds Bismarck
- 2021: Kaputt – bei 73 Seconds Bismarck
- 2022: Transformation – bei 73 Seconds Bismarck

### Remixe
- 2006: In Sedens – Remix for Grandchaos – God Is Dead (Tyske Ludder Remix) (3:49) – Deathkon Media
- 2007: Methods To Madness – Remix for – Brain Leisure – Defect (Tyske Ludder Remix) (5:15) – Vendetta Music
- 2007: When Angels Die – Remix for E-Craft – FunnyStuff & Violence (BrutallyComeFirstRmx) (4:06) – COP International
- 2008: Blasphemous Radicals E.P. – Remix for Nurzery (Rhymes) – My Babylon (Tyske Ludder Remix) (3:51) – COP International

### Samplerbeiträge
- Demo Compilation Vol. 3 (CD, Maxi) – A.I.D.S. – KM-Musik, Sounds Of Delight
- 1993: Art & Dance 4 (CD) – Zu Viel, Barthalomäus – Gothic Arts Records / Lost Paradise
- 1993: Take Off Music Volume 1 (CD) – Energie – KM-Musik
- 1994: Demo Compilation Vol. 1 (CD, Maxi) – Wie Der Stahl Gehärtet – KM-Musik, Sounds Of Delight
- 1995: An Ideal For Living 2 (CD, Ltd) – Blutrausch – Gothic Arts Records / Lost Paradise
- 1998: Electrocity Level X (CD) – Monotonie (SutterCaine Remix) – Ausfahrt
- 1999: Wellenreiter In Schwarz Vol. 3 (2 CD) – Grelle Farben – Credo, Nova Tekk
- 2005: Bodybeats (CD) – Innenraum (Sutter Cain Remix) – COP International
- 2006: Hymns Of Steel (CD) – Betrayal (Alloyed Steel Remix) – Machineries Of Joy
- 2006: Interbreeding VIII: Elements Of Violence (2 CD) – Betrayal – (Wertstahl US...) BLC Productions
- 2006: Orkus Compilation 16 (CD, Sampler, Enh) – Canossa – Orkus
- 2007: A Compilation 2 (2 CD) – Canossa – Black Rain
- 2007: Dark Visions 2 (DVD, PAL) – Canossa – Zillo
- 2007: ElektroStat (CD) – Bionic Impression  Oslo Synthfestival
- 2008: Zillo – New Signs & Sounds (CD) – Thetanen (Cruise-Up-Your-Ass-Edit by nurzery [rhymes]) – Zillo
- 2008: A Compilation 3 (2 CD) – Thetanen – Black Rain
- 2009: 12. Elektrisch Festival (CD) – Wie der Stahl gehärtet wurde (live), Khaled Aker (live) – Black Rain
- 2009: Extreme Lustlieder 3 (CD) – Bastard
- 2009: Black Snow – Fairytale of the North – Black Rain
- 2009: Gothic Compilation XLIV – Psychoaktiv – Batbeliever Releases / Gothic Magazin

## Coverversionen
- SPK – Crack
- Bots – Sieben Tage lang
- Patrick Gilmore – March / When Johnny Comes Marching Home
- Jesus and the Gurus – Panzerlied
- Tilt – Merciless